# Alessandro Falconieri
Alessandro Falconieri (ur. 8 lutego 1657 w Rzymie, zm. 26 stycznia 1734 tamże) – włoski kardynał.

## Życiorys
Urodził się 8 lutego 1657 roku w Rzymie, jako syn Paola Francesca Falconieriego i Vittorii del Bufalo. W młodości został referendarzem Trybunału Obojga Sygnatur, relatorem Świętej Konsulty i audytorem Roty Rzymskiej. W 1706 roku odrzucił propozycję zostania nuncjuszem w Polsce. 11 września 1724 roku został kreowany kardynałem diakonem i otrzymał diakonię Santa Maria della Scala. Zmarł 26 stycznia 1734 roku w Rzymie.